# Südliche Finsterkarspitze
Südliche Finsterkarspitze är en bergstopp i Österrike. Den ligger i distriktet Landeck och förbundslandet Tyrolen, i den västra delen av landet. Toppen på Südliche Finsterkarspitze är 3 012 meter över havet, eller 113 meter över den omgivande terrängen. Südliche Finsterkarspitze ingår i Silvrettagruppen.
Den högsta punkten i närheten är Fluchthorn, 3 399 meter över havet, 2,9 km sydost om Südliche Finsterkarspitze.
Trakten runt Südliche Finsterkarspitze består i huvudsak av kala bergstoppar och isformationer.